# Nathan Hales
Nathan Grant Hales (Chatham, 16 giugno 1996) è un tiratore a volo britannico.

## Carriera
Specializzato nella fossa olimpica, Hales comincia a sparare a cinque anni. Vince la sua prima medaglia internazionale ai mondiali di Lonato del Garda 2019 con il bronzo a squadre maschili.
Nel 2022 partecipa prima agli europei di Osijek dove vince il bronzo individuale e a squadre miste, poi ai mondiali di Osijek in cui colleziona l'oro a squadre maschili, argento nell'individuale e a squadre miste.
Il 31 luglio 2024 si laurea campione olimpico a Parigi 2024 colpendo 48 piattelli su 50 e stabilendo un nuovo record olimpico.

## Palmarès
- Giochi Olimpici

Parigi 2024: oro nel trap.
- Mondiali

Lonato del Garda 2019: bronzo a squadre maschili.
Osijek 2022: oro a squadre maschili, argento nell'individuale e a squadre miste.
- Europei

Larnaca 2022: bronzo individuale e a squadre miste.
Osijek 2023: oro a squadre maschili e bronzo a squadre miste.